# Liviu Solomon
Liviu Solomon (Bucareste, 25 de maio de 1927 – Paris, 7 de junho de 2013) foi um engenheiro romeno.
Escreveu um livro seminal sobre teoria da elasticidade, porém pouco conhecido.

## Publicações
- Elasticité Linéaire. Paris : Masson et Cie, 1968.
- Elasticitate Liniară. Introducere Matematică în Statica Solidului Elastic. Bucareşti : Editura Academiei Republicii Socialiste România, 1969.
- Mécanique des milieux continus (com Jean Coirier e Jean-Pierre Petit). Paris : Dunod, 2001.